# SpVgg Horsthausen
Die SpVgg Horsthausen (offiziell: Sportvereinigung Herne-Horsthausen 12/26 e. V.) ist ein Sportverein aus dem Herner Stadtteil Horsthausen. 

## Geschichte
Der Verein entstand im Jahre 1945 durch die Fusion des im Jahre 1912 gegründeten Vereins Victoria Horsthausen mit dem im Jahre 1926 gegründeten VfL Horsthausen. Neben Fußball bietet der Verein eine Damengymnastikgruppe. Heimspielstätte ist das Bezirkssportzentrum Horsthausen mit einer Kapazität von 3000 Plätzen.

## Frauenfußball

### Geschichte
Der Verein stellte erstmals im Jahre 2011 eine Frauenmannschaft, die im Jahre 2015 zunächst in die Bezirksliga und zwei Jahre später in die Landesliga aufstieg. Gleich in der ersten Landesligasaison 2017/18 wurden die Horsthauserinnen auf Anhieb Vizemeister hinter dem SV Hohenlimburg. In der Saison 2020/21 nahm die Mannschaft am Westfalenpokal teil, der wegen der COVID-19-Pandemie abgebrochen werden musste. Durch eine Auslosung wurde die SpVgg Horsthausen zum Teilnehmer des westfälischen Verbandes am DFB-Pokal 2021/22 bestimmt. Dort traf die Mannschaft in der ersten Runde auf den Zweitligisten SV Henstedt-Ulzburg und verlor mit 0:13.

### Erfolge
- Teilnahme am DFB-Pokal der Frauen: 2021/22

## Männerfußball

### Geschichte
Die Männermannschaft stieg im Jahre 1963 in die Bezirksklasse auf. In den Jahren 1973 und 1975 gelang der Aufstieg in die Landesliga, wobei jeweils der direkte Wiederabstieg folgte. In den 1980er und frühen 1990er Jahren spielten die Horsthauser in der Kreisliga A, ehe 1996 der dritte Aufstieg in die Landesliga gelang. Dieses Mal hielt sich der Verein dort für zwei Jahre, bis er 2002 wieder in die Kreisliga A abstieg. 2013 gelang der Wiederaufstieg in die Bezirksliga, dem vier Jahre später der vierte Aufstieg in die Landesliga folgte. In der Saison 2022/23 gelang aufgrund der besseren Tordifferenz gegenüber dem punktgleichen Hombrucher SV der Aufstieg in die Westfalenliga.

### Erfolge
- Meister der Landesliga Westfalen 3: 2023

## Persönlichkeiten
- Güngör Kaya